# Groningen vasútállomás
Groningen vasútállomás a hollandiai Groningen város fő vasútállomása az azonos nevű Groningen tartományban. A Harlingen-Nieuweschans-vasútvonalon a Zuidhorn vasútállomás és a Groningen Europapark vasútállomás között fekszik, a Meppel-Groningen-vasútvonalon végállomás a Groningen Europapark vasútállomás után, illetve a Groningen-Delfzijl-vasútvonalon végállomás a Groningen Noord vasútállomás után.
Az első vasúti épületet 1865-ben fejezték be, es 1894-ben bontották le. A második, és jelenlegi főépületet Izaak Gosschalk tervezte és 1896-ban fejezték be. Ezt követően 2000-ben felújították, és jelenleg 2019 óta szintén felújítás alatt áll, várható befejezéssel 2023-ban. Az állomás vonatközlekedése 1866-ban indult és jelenleg a Nederlandse Spoorwegen és az Arriva szolgáltatja. Az állomáson 41 buszvonal közlekedik a Qbuzz által.

## Története
Az állomást 1866 június 1-én nyitották meg, és a Harlingen-Nieuweschans-vasútvonal része lett. Az első épülete egy átmeneti épület volt. 1870-ben a Meppel-Groningen-vasútvonallal az állomás csatlakozott Hollandia többi vonatközlekedéséhez. 1884-ben megnyitották a Groningen-Delfzijl-vasútvonalat, amin ma kevesebb mint 40 perc alatt elérhető az Északi-tengeri város Delfzijl. 1893-ban megnyílt a Roodeschool vonal. A jelenlegi vasútállomás épületét 1896-ban fejezték be.

## Leírás

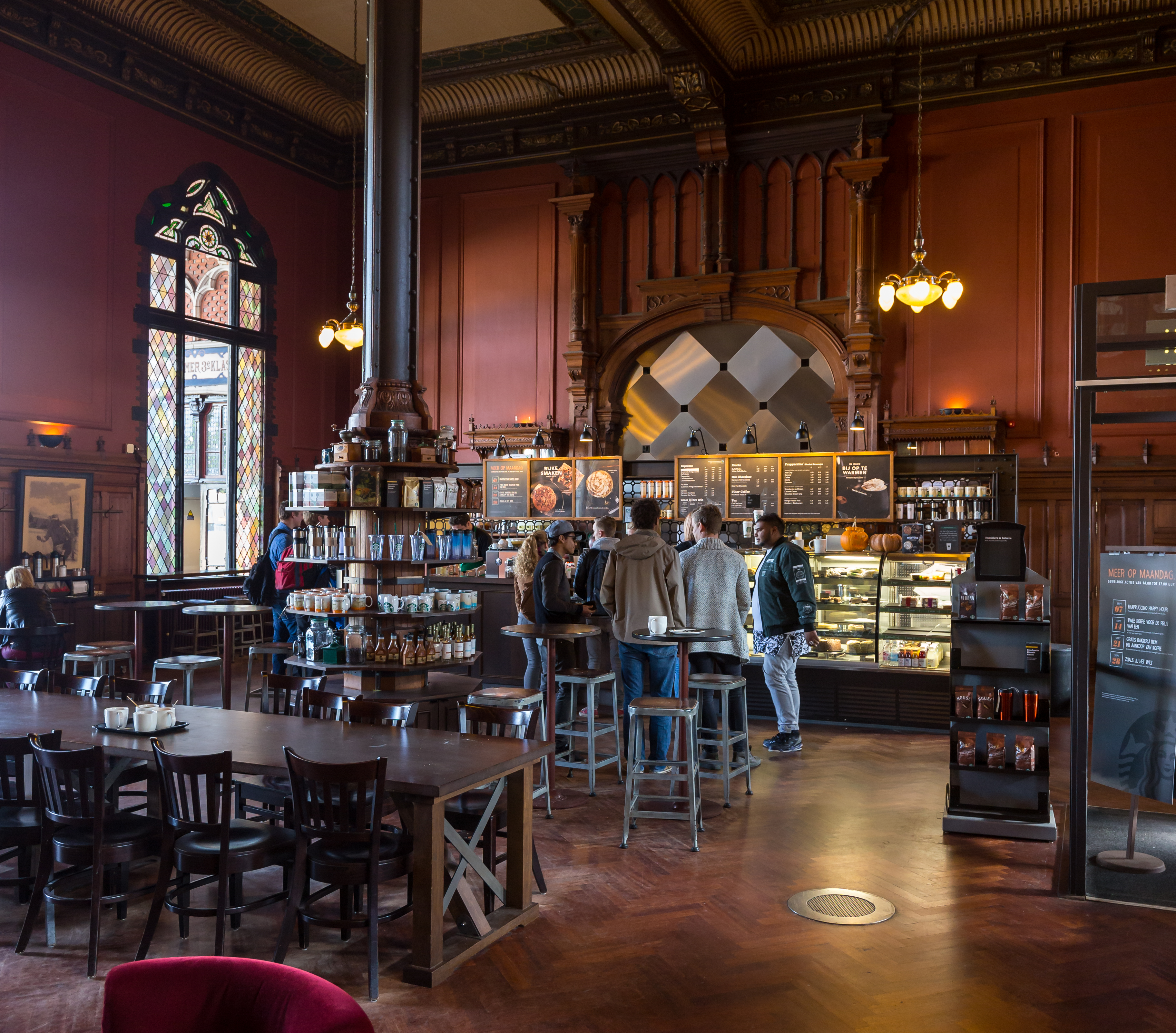
Starbucks kávézó az állomás épületében.

### Elhelyezkedés
A vasútállomás épülete a Stationspleinen található Groningen városában, a tartomány délnyugati részén, Észak-Hollandiában.
Groningen a Harlingen-Nieuweschans-vasútvonalon fekszik, más néven a Staatslijn B-n, a Zuidhorn vasútállomás és Groningen Europapark vasútállomások között. Groningentől nyugatra a Harlingen Haven vasútállomás 80.4 km-re fekszik, a Leeuwarden vasútállomás 55.5 km-re, és a Zuidhorn vasútállomás 11.7 km-re. Keleti irányba a Groningen Europapark vasútállomás 1.6 km-re, a Winschoten vasútállomás 34 km-re, és a Bad Nieuweschans vasútállomás 46.4 km-re fekszik.
Groningen vasútállomás a végállomása a Meppel-Groningen-vasútvonalnak, másnéven Staatslijn C, a Groningen Europapark vasútállomás után. Groningentől délre az Assen vasútállomás 27.6 km-re, a Meppel vasútállomás 76.9 km-re fekszik.
Groningen a Groningen-Delfzijl-vasútvonal végállomása is, a Groningen Noord vasútállomás után. Groningentől északra a Groningen Noord vasútállomás 3.9 km-re, és a Delfzijl vasútállomás 37.8 km-re fekszik.
Az állomáson csatlakozik a nem áramosított vonatközlekedés Groningen tartományból és a többi holland vonatközlekedés délre.
Egy biciklitároló található az egész állomás alatt, több mint 4.000 férőhellyel. A további parkolási lehetőségekkel együtt az állomás körzete több mint 10.000 bicikli tárolására alkalmas.

### Épület
Az állomás épületét Izaak Gosschalk tervezte, benne neogótikus és neoreneszánsz elemeket ötvözve.

### Elrendezés
Az állomásnak kilenc vágánya van, és az állomás mögött több vonat is tud várakozni.

### Felújítás
2019-ben megkezdődött az állomás felújítása, ami a tervek szerint 2023-ra fog befejeződni. A tervek szerint az állomást drasztikusan meg fogják változtatni, új földalatti gyalogosátjáró és bicikliutak, egy földalatti buszút, és egy új buszpályaudvar fog kiépülni.

## Szolgáltatások

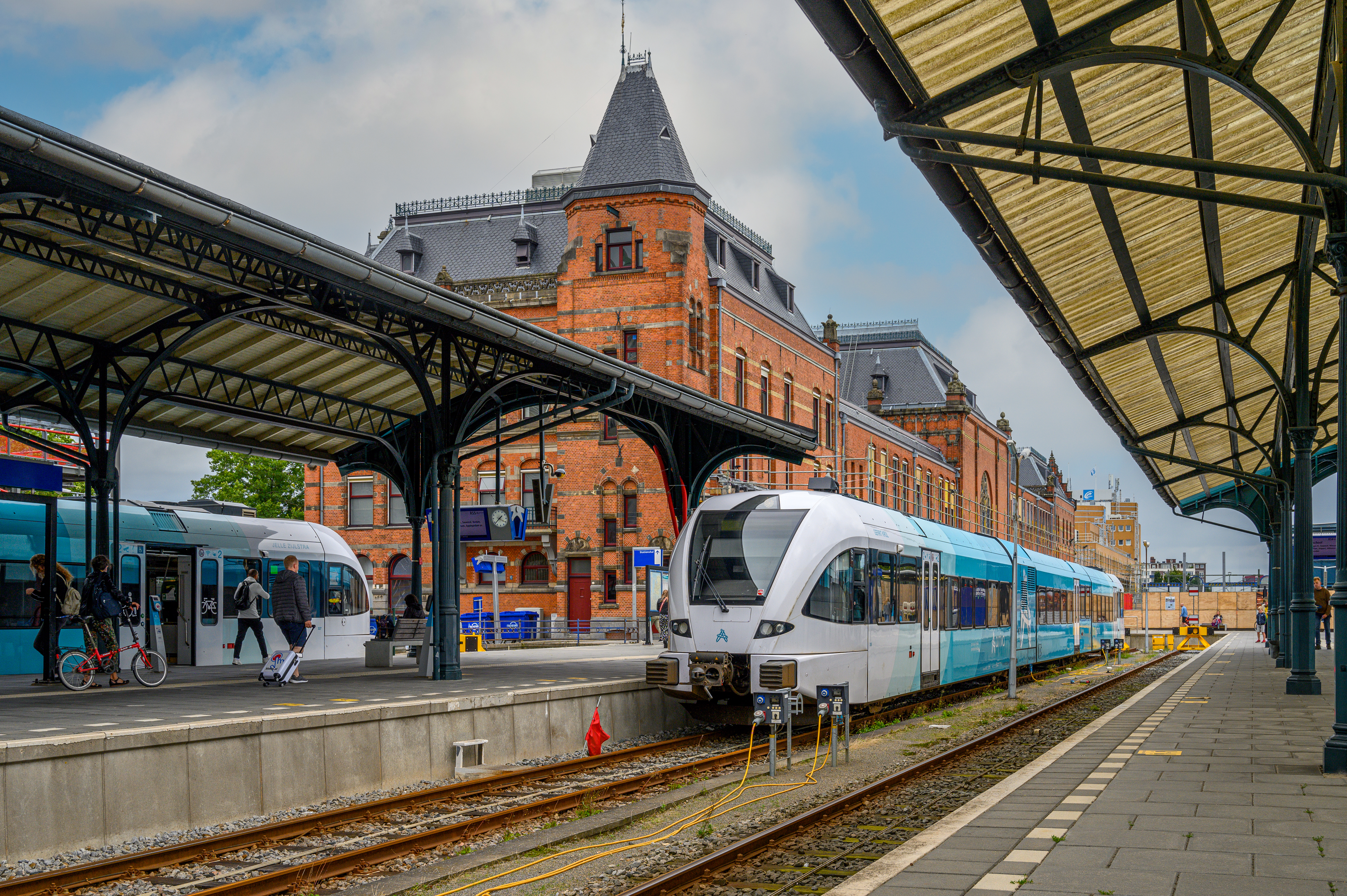
Arriva vonatok az állomáson.

### Vonatok
A Groningen vasútállomásról többek között a következő településeket lehet közvetlenül elérni: Assen, Zwolle, Amersfoort, Utrecht, Gouda, Rotterdam, Hága, Amszterdam-Schiphol repülőtér, Hoogeveen, Leeuwarden, Eemshaven, Delfzijl, Winschoten, Nieuweschans és Leer.
Groningen a legészakibb állomása a Nederlandse Spoorwegennek, az északabbra fekvő állomásokat az Arriva működteti.
A következő vonatok futnak a Nederlandse Spoorwegen által:
- óránként egyszer InterCity Rotterdam – Utrecht – Amersfoort – Zwolle – Groningen
- óránként egyszer InterCity Hága – Schiphol reptér – Almere – Lelystad – Zwolle – Groningen
- óránként kétszer helyi (sprinter) Zwolle – Assen – Groningen
- óránként kétszer helyi (sprinter) Groningen – Assen

A következő vonatok futnak az Arriva által:
- óránként egyszer express (sneltrein) Leeuwarden – Buitenpost – Groningen
- óránként kétszer helyi (stoptrein) Leeuwarden – Buitenpost – Groningen
- óránként kétszer helyi (stoptrein) Groningen – Zuidbroek – Veendam
- óránként egyszer helyi (stoptrein) Groningen – Zuidbroek – Winschoten – Bad Nieuweschans – Leer
- óránként egyszer  helyi (stoptrein) Groningen – Zuidbroek – Winschoten
- óránként kétszer helyi (stoptrein) Groningen – Sauwerd – Roodeschool
- óránként kétszer helyi (stoptrein) Groningen – Sauwerd – Delfzijl

### Buszok
41 helyi és regionális buszút indul az állomásról a Qbuzz által.

## Vasútvonalak
Az állomást az alábbi vasútvonalak érintik:
- Groningen–Delfzijl-vasútvonal
- Meppel–Groningen-vasútvonal
- Harlingen–NieuweSchans-vasútvonal

## Kapcsolódó állomások
A vasútállomáshoz az alábbi állomások vannak a legközelebb:
- Groningen Noord vasútállomás (Delfzijl vasútállomás, Groningen–Delfzijl-vasútvonal)
- Zuidhorn vasútállomás (Harlingen Haven vasútállomás, Harlingen–NieuweSchans-vasútvonal)
- Groningen Europapark vasútállomás (Meppel vasútállomás, Nieuweschans vasútállomás, Harlingen–NieuweSchans-vasútvonal, Meppel–Groningen-vasútvonal)